# ЮКОС-Москва

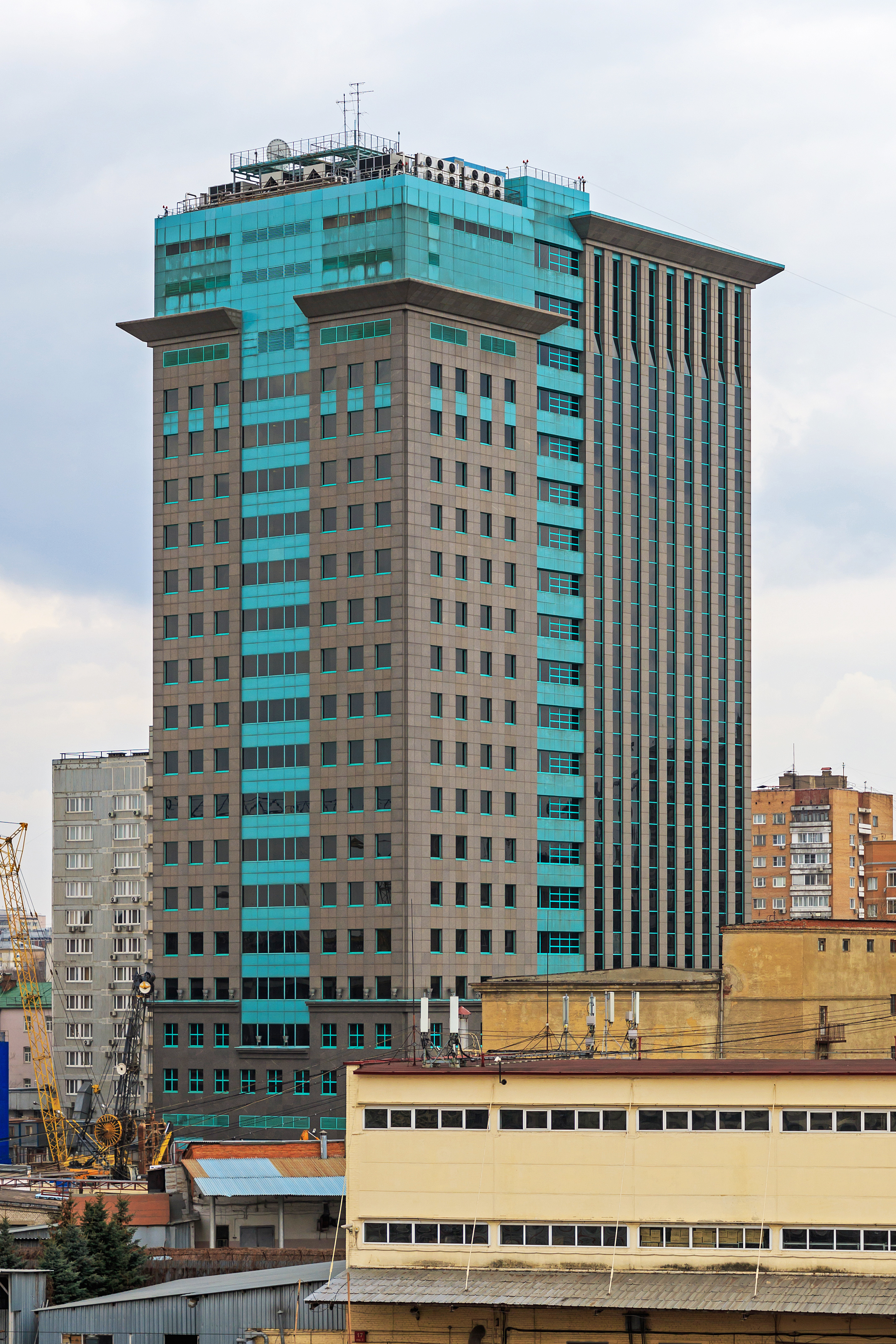
Бывшее здание ЮКОС на Дубининской улице

ООО «ЮКОС-Москва» — управляющая компания обанкротившейся российской нефтяной компании ЮКОС в 1998—2005 годах.

## История
ООО «ЮКОС-Москва» было учреждено в 1997 году. Оно стало управляющей компанией для ОАО «НК „ЮКОС“».
Руководство ООО «ЮКОС-Москва» в 2003—2007 годах имело множество юридических проблем. Бывшие главы компании Василий Шахновский и Стивен Тиди, заместитель начальника правового управления Светлана Бахмина, управляющий делами Алексей Курцин и другие были обвинены в уголовных и экономических преступлениях. Часть из них осуждено.
В 2005 году в связи с прекращением договора управления ЮКОСа с ООО «ЮКОС-Москва» около половины сотрудников компании было уволено.
До своего ухода из ЮКОСа 1 августа 2006 года временным исполнительным директором, президентом и председателем правления компании являлся Стивен Майкл Тиди. В этот же день компания ЮКОС была объявлена банкротом и находилась в конкурсном производстве под управлением Эдуарда Ребгуна. О том, кто возглавил «ЮКОС-Москва», не сообщалось.
Доля участия (100 %) ОАО "НК «ЮКОС» в «ЮКОС-Москва» была включена в лот № 13 в ходе распродажи активов ЮКОСа и на аукционе 11 мая 2007 года продана ООО «Прана».
На 11 мая 2007 года компания являлась одним из наиболее крупных кредиторов ЮКОСа. По опубликованным данным она была включена в реестр кредиторов с суммой 933 млн руб.
2 июля 2007 года ОАО "НК «Роснефть» объявило о покупке у ООО «Прана» ряда активов, в том числе доли в ООО «ЮКОС-Москва».
Дальнейшая судьба ООО «ЮКОС-Москва» неизвестна, компания не включена в список аффилированных лиц ОАО "НК «Роснефть» на 30.09.2007 Также не сообщалось, была ли ей выплачена вся сумма долга (933 млн руб) по результатам конкурсного производства ЮКОСа.
Адрес компании (на 31.03.2007) — Москва, ул. Дубининская, д. 17, стр. 13

## Руководители компании
- Михаил Ходорковский — председатель правления (1998—2000)
- Василий Шахновский — президент (2000 — октябрь 2003)
- Семен Кукес — председатель правления (ноябрь 2003 — июнь 2004)
- Стивен Тиди — президент (временно, 2003 — 1 августа 2006); председатель правления (временно, июнь 2004 — 1 августа 2006)